# Salsola kerneri
Salsola kerneri är en amarantväxtart som först beskrevs av Wol., och fick sitt nu gällande namn av Viktor Petrovitj Botjantsev. Salsola kerneri ingår i släktet sodaörter, och familjen amarantväxter. Inga underarter finns listade i Catalogue of Life.